# Bảng điều phối
Trong khoa học máy tính, bảng điều phối (dispatch table) là một bản của con trỏ tới hàm hay phương thức. Đây là một kỹ thuật thông dụng để hiện thực liên kết trễ trong lập trình hướng đối tượng.

## Hiện thực trong Perl
Bên dưới là một cách hiện thực bảng điều phối trong Perl, sử dụng một hash để chứa tham chiếu tới mã (còn gọi là con trỏ hàm).
```
 
# Define the table using one anonymous code-ref and one named code-ref

 
my
 
%dispatch
 
=
 
(

   
"-h"
 
=>
 
sub
 
{
  
return
 
"hello\n"
;
 
},

   
"-g"
 
=>
 
\&
say_goodbye

);

 

 
sub
 
say_goodbye
 
{

   
return
 
"goodbye\n"
;

 
}

 

 
# Fetch the code ref from the table, and invoke it

 
my
 
$sub
 
=
 
$dispatch
{
$ARGV
[
0
]};

 
print
 
$sub
 
?
 
$sub
->
():
 
"unknown argument\n"
;

```

Chạy chương trình Perl này bằng lệnh perl greet -h sẽ xuất ra "hello", và chạy bằng lệnh perl greet -g sẽ xuất ra "goodbye".

## Hiện thực trong JavaScript
Đây là cách hiện thực bảng điều phối trong JavaScript:
```
var
 
thingsWeCanDo
 
=
 
{

    
doThisThing
:
 
function
()
 
{
 
/* behavior */
 
},

    
doThatThing
:
 
function
()
 
{
 
/* behavior */
 
},

    
doThisOtherThing
:
 
function
()
 
{
 
/* behavior */
 
},

    
default
:
 
function
()
 
{
 
/* behavior */
 
}

};

var
 
doSomething
 
=
 
function
(
doWhat
)
 
{

    
var
 
thingToDo
 
=
 
thingsWeCanDo
.
hasOwnProperty
(
doWhat
)
 
?
 
doWhat
:
 
"default"

    
thingsWeCanDo
[
thingToDo
]();

}

```

## Bảng phương thức ảo
Trong các ngôn ngữ lập trình hướng đối tượng có hỗ trợ phương thức ảo, trình biên dịch sẽ tự động tạo ra một bảng điều phối cho mỗi đối tượng của một lớp chứa các phương thức ảo. Bảng đó được gọi là bảng phương thức ảo (virtual method table hay vtable), và mỗi lời gọi hàm tới phương thức ảo được gửi qua vtable.